# Зевейл, Ахмед
А́хмед Ха́сан Зеве́йл (араб. أحمد حسن زويل‎, англ. Ahmed H. Zewail; 26 февраля 1946 года, Королевство Египет — 2 августа 2016 года, США) — египетско-американский химик, лауреат Нобелевской премии по химии за 1999 год и многих других наград. Получил высокое признание на родине — в Египте.
Член Национальной академии наук США (1989), Папской академии наук (1999), Датской королевской академии наук (2000), иностранный член Лондонского королевского общества (2001), Шведской королевской академии наук (2003), Российской академии наук (2003), Французской академии наук (2005), Китайской академии наук (2009).
Нобелевскую премию получил «за исследование переходных состояний, возникающих во время химических реакций, с использованием фемтосекундной техники».

## Биография
Родился в Даманхуре («Город-Гора»), примерно в 60 км от Александрии в Египте, в семье государственного служащего. С детства часто посещал мечеть.
Окончил с отличием Александрийский университет в Египте (бакалавр 1967, магистр 1969).
Во время учёбы начал работать там же. Тогда же познакомился со своей будущей супругой, своей студенткой Мерват. После окончания ею университета они поженились. Затем Зевейл с супругой уехал в США для продолжения своего образования. Несколько лет он занимается в Пенсильванском университете — до 1974 года, когда он получил степень доктора философии. Затем до 1976 года постдок в Беркли, стипендиат IBM.
С 1976 года работал в Калифорнийском технологическом университете (Калтех): сначала ассистент-профессор, с 1978 года ассоциированый профессор, с 1982 года профессор химической физики, в 1990-94 годах Полинговский профессор химической физики, с 1995 года Полинговский профессор химии и профессор физики. В 1996—2007 годах там же заведующий лабораторией молекулярных наук Национального научного фонда США.
В 1982 году получил гражданство США.
Проживал с семьей в Калифорнии.
Скончался в результате множественной миеломы. Был похоронен в Каире с государственными почестями в присутствии руководства страны.

## Научные исследования

### Вклад Зевейла в фемтохимию
До Зевейла в отношении быстрых реакций существовало мнение, что по достижении эры пикосекундной спектроскопии, принцип неопределенности Гейзенберга предотвратит дальнейший прогресс в регистрации движения атомов, участвующих в переходных состояниях реакций. В статье Зевейла «Les Prix Nobel» описан путь развития идеи Зевейла в отношении структурных деталей и динамики переходных состояний в химических реакциях. Он считал, что должна быть исследована именно оптическая когерентность, т.е. когерентность между возбужденным электронным состоянием и основным состоянием, а не между двумя спиновыми состояниями одного и того же возбужденного состояния. Зевейл опубликовал в журнале Accounts of Chemical Research важную статью «Оптическая дефазировка молекул (…) методом когерентной лазерной спектроскопии». Это привлекло внимание многих выдающихся ученых.
Ключевой эксперимент, ознаменовавший рождение фемтохимии, состоял в использовании молекулярных пучков, сверхбыстрых лазеров и методологии «накачка-зондирование» для исследования фотодиссоциации цианогена иодида:
hv + ICN→I + CN.
В этом исследовании Зевейл и коллеги 1987 установили, что появление свободного фрагмента CN происходит примерно через 200 фс. Вскоре после этого его группа опубликовала статью, которая привлекла большое внимание кинетиков и теоретиков. Это была пикосекундная синхронизация комплекса столкновений в биомолекулярной реакции в реальном времени - рождение ОН из Н + СО2. В этом исследовании участвовал Р. Б. Бернстайн, который внес ключевой вклад, отстаивая технику, разработанную Куртом Виттигом и основанную на внутренней взаимной ориентации молекул в слабосвязанном ван-дер-ваальсовом аддукте. Фотолиз галогенида водорода инициировал бимолекулярную реакцию
H + OCO→OH + CO,
выталкивающую атом H в ближайший CO2. Столкновение было примерно коллинеарным. Команда Зевейла использовала пикосекундный лазерный импульс для фотодиссоциации HX, а затем пикосекундный лазерный зонд с задержкой для продукта OH. Таким образом, они смогли отследить образование и распад реакционного комплекса HOCO. Ключевой особенностью этого эксперимента было то, что первый импульс устанавливал нулевое время для бимолекулярной реакции, давая возможность серии импульсов регистрировать эволюцию коррелированных продуктов «в реальном времени».

#### Вопрос о механизме разложения молекулы с двумя эквивалентными связями
Зевейл решил вопрос о разрыве эквивалентных связей, изучив фотодиссоциацию дииодтетрафторэтана (C2F4I2) на тетрафторэтен и два атома иода. Он и Хундкар обнаружили, что две связи C – I разрываются последовательно, а не согласованно.  В дальнейшем Зевейл использовал технику фемтохимической спектроскопии для изучения множества типов органических реакций: Дильса-Альдера, Норриша I и II, цис-транс и другие изомеризации, перициклические реакции присоединения и расщепления, а также нуклеофильные замещения (типы SN), бимолекулярные реакции переноса электрона, кислотно-основные реакции и таутомеризация в ДНК.

#### Замена фотонов электронами для изучения сверхбыстрых и других процессов
Зевейл осознавал, что по сравнению с электронами, фотоны обладают некоторыми серьёзными недостатками. Помимо общепризнанного факта, что спектроскопические процессы регулируются правилами отбора и, следовательно, не все динамические изменения в молекуле можно отследить с помощью поглощения и испускания фотонов, Зевейл знал, что электроны, как первичные источники, во многом превосходят фотоны. Таким образом, сравнивая рентгеновские лучи и электроны, Зевейл понял, что сечение рассеяния электронов на пять-шесть порядков больше, чем у рентгеновских лучей. Отсюда следует, что электроны лучше подходят для исследования сред с низкой плотностью (например, газофазных реакций, воды и других молекул, адсорбированных на твердых поверхностях). Кроме того, энергия, выделяемая на один акт рассеяния, примерно на три порядка меньше, чем в случае рентгеновских лучей. Также электронная оптика такова, что пучками электронов легче манипулировать, чем рентгеновскими лучами, и исследовать материю всех форм с помощью таких инструментов, как электронные микроскопы; и, наконец, электроны рассеиваются практически всеми атомами, хотя для легких элементов довольно слабо.
В 1991 году статья, которую Зевейл опубликовал вместе с Дж. К. Уильямсоном, в которой они сообщили об использовании фемтосекундной дифракции для изучения молекулярных пучков иодида натрия, поразила многих ведущих членов сообщества электронной микроскопии. Его появление было ранним признаком начала новой эры в кристаллографии и микроскопии. Мало того, что сразу стало возможным увидеть, как могут быть записаны сверхбыстрые картины дифракции электронов, это также сулило эпоху, в которой сверхбыстрая визуализация в близком к атомному масштабу, а также спектроскопия потерь энергии электронов могут регистрироваться параллельно 
Зевейл и его группа разработали различные экспериментальные методы электронной микроскопии, в том числе 4D-электронной микроскопии (три пространственных измерения плюс измерение времени). Полный отчет обо всех основных статьях, которые он и его команда исследовали с помощью различных видов 4D электронной микроскопии, содержится в собрании работ Зевейла.

## Общественная и политическая деятельность
Ещё до того, как Зевейл получил приглашение от президента Барака Обамы работать в Консультативном научном совете, а также действовать в качестве первого посланника США по науке на Ближнем Востоке, Ахмед Зевейл написал множество политически и социально ориентированных статей в ряде международных газет, включая The Independent (Великобритания), The Huffington Post, The New York Times, The Christian Science Monitor, The Los Angeles Times, The Times (Великобритания), Financial Times (Великобритания), Al Ahram (Египет) и многие другие. Его известность в родном Египте после присуждения наград, вызвала множество предположений (ещё в 2003 году) о том, что он может быть подходящим человеком, чтобы пойти по стопам президента Мубарака. Во время и после «арабской весны» к нему возобновились призывы выступить в качестве политического лидера. Зевейл проявлял интерес к мировой политике, что выражалось в его статьях, однако никогда не хотел занимать политический пост.

## Признание
Награды и премии
- Стипендия Гуггенхайма (1987)[26]
- Международная премия короля Фейсала (1989)
- Премия Карла Цейса (1992)
- Премия Вольфа по химии (1993)
- Премия Петера Дебая[англ.] (1996)
- Премия НАН США по химическим наукам[англ.] (1996)
- E. Bright Wilson Award in Spectroscopy[англ.], Американское химическое общество (1997)
- Медаль Бенджамина Франклина (1998)
- Премия Эрнеста Лоуренса (1998)
- Нобелевская премия по химии (1999)
- Орден Нила (1999)
- Шрёдингеровская лекция (Имперский колледж Лондона) (2000)
- Премия Альберта Эйнштейна (2006)
- Эрстедовская лекция (2008) [27]
- Медаль Дэви (2011)
- Медаль Пристли (2011)
- Лекция Ричарда Эрнеста (2013)  (англ.)

Почетные степени
- Почётный магистр искусств Оксфорда (1991)[9]
- Почётный доктор Американского ун-та в Каире (1993)[9]
- Почётный доктор, Лёвенский католический университет (1997)[9]
- Почётный доктор Пенсильванского университета (1997)[9]
- Почётный доктор Лозаннского ун-та (1997)[9]
- Почётный доктор Бакинского государственного университета (2011) — за вклад в науку и демократию, за миротворческую деятельность[28]
- и др.[9]

В 1998 году в Египте выпущены почтовые марки с его изображением.\

## Семья
Первый брак Ахмеда Зевейла закончился разводом (1979); у пары было две дочери, Маха и Амани. В 1989 году Ахмеда Зевейл снова женился на докторе Деме Фахам из Сирии, которую встретил в Эр-Рияде, Саудовская Аравия, когда он и его будущий тесть получили премию короля Фейсала (профессор Фахам, отец Демы, был большим авторитетом в арабско-сирийской литературе). У Ахмеда и Демы было два сына, Набиль и Хани.

## Личные качества
Кроме выдающихся способностей ученого-экспериментатора и лектора, Зевейл также был общительным и открытым человеком, не пренебрегал общением со студентами. Профессор Дадли Хершбах из Гарварда описал, как в ноябре 1992 года Ахмед посетил Кембридж, штат Массачусетс, чтобы провести совместный семинар по физической химии Гарварда и Массачусетского технологического института:
«Помимо яркой речи о фемтохимии, он "возился" с профессорско-преподавательским составом, студентами и постдоками. Во время своего двухдневного визита Ахмед был восхитительно жив, как в описании своей работы, так и в задавании множества вопросов».

## Коллеги о Зевейле
По словам друга Ахмеда Зевейла и лауреата Нобелевской премии по химии (2006 г.), Роджера Корнберга:
«Его [Ахмеда Зевейла] любовь к науке, любовь к людям и любовь к жизни – лишь предисловие к описанию всей совокупности качеств этого удивительного человека. Мне вспоминаются строки из Шекспира: “Его жизнь была нежной, и элементы были настолько смешаны в нем, что Природа могла встать и сказать всему миру: «Это был Человек»”. Он подбадривал меня, способствовал моему успеху, и был с первых минут моим верным другом. Я никогда не встречал никого настолько тёплого и искреннего в этом отношении.»
Гарри Грей, председатель отдела химии и кадрового комитета химического машиностроения Калифорнийского технологического института, вспоминает:
«Я был впечатлен дипломной работой, которую он [Ахмед Зевейл] проделал в Пенсильвании с Робином Хохштрассером, а также его постдокторским исследованием с Чарльзом Харрисом. Я пригласил Ахмеда в Калтех на собеседование. Его выступление было потрясающим, может быть, даже слишком хорошим, поскольку некоторые из более консервативных преподавателей не были уверены, что он был прав. Мы сделали ему предложение. Ахмед согласился и в 1976 году перешел в Калифорнийский технологический институт. В течение нескольких месяцев Ахмед руководил талантливой и преданной своему делу исследовательской группой, разрабатывая и конструируя инструменты для исследования самых ранних событий в химических реакциях»
 Председатель Нобелевского комитета Шведской королевской академии наук, Бенгт Норден, представил Зевейла на церемонии вручения Нобелевской премии 1999 года следующими словами: 
«Использование Зевейлом быстрой лазерной техники можно сравнить с использованием его техники Галилеем, которую он направил ко всему, что освещало небесный свод. Зевейл испытал свой фемтосекундный лазер буквально на всем, что движется в мире молекул»